# 韓国鉄道日本製動車
韓国鉄道日本製動車（かんこくてつどうにほんせいどうしゃ）（朝鮮語: 통근형 디젤 액압 동차）は、かつて韓国鉄道庁が所有していた、新潟鐵工所を始めとする日本の鉄道車両メーカーが製造を手掛けた気動車の総称。大韓民国成立後初めて新製された気動車であり、製造メーカーにちなみ新潟動車（朝鮮語: 니가타 동차 漢字:니가타 動車）、川崎動車（가와사키 동차 漢字: 朝鮮語: 가와사키 動車）とも呼ばれた。

## 導入までの経緯
1945年8月15日の第二次世界大戦終戦の時点で朝鮮半島には日本統治時代に導入された気動車が60両存在していたが、そのほとんどは戦時中の酷使により老朽化が進み、更に朝鮮戦争による被害から1950年代末期には6両のみが使用可能という状態に陥った。それ以降はICAの支援を受けて既存車両の復旧が進んだ一方、1961年から始まった動力近代化施策により短距離運転に適した気動車の需要が高まった。それを受け、1961年12月に導入された2両を皮切りに日本各地の鉄道車両メーカーによって製造・輸出が行われたのが一連の日本製気動車である。

## 概要
貫通扉を中央に配する前面を持つ両運転台の車体を有する車両で、日本国有鉄道向けに製造されたキハ52形気動車を基に設計が行われた。座席は車体中央部がボックスシート、運転台寄りがロングシートとなっており、満員時の立席定員の便が図られた。また、車内には便所の他床下機器の配置の都合から水タンクも設置されていた。2箇所設置された乗降扉は折り戸式で、低床式プラットホームに対応するため2段のステップが備わっていた。なお、1966年以降製造された車両は扉が2枚折り戸から1枚引き戸に変更された他、乗降扉近くに設置されたクロスシートの一部がロングシートに改められた事で定員数が増加した。
機関や変速機、制御装置についてもキハ52形と同様の機器を用い、床下には新潟鐵工所製のDMH17Hが2基設置されそれぞれボギー台車のうち1軸を駆動させる構造となっていた。その一方で変速機の変速-直結間への切り替えは自動変速装置により自動的に行われるようになっていた他、変速クラッチと直結クラッチが同時にかかるコンバータブレーキ、セルモーターの故障蓄電池の容量不足の際に他の車両からの機関で装置を動かすことができる逆起動装置など、韓国側の要望により製造当時の日本の鉄道車両で採用されていない最新技術が多数採用された。台車は日本国有鉄道で標準的に採用されていたDT22A形を基に標準軌向けに設計されたものを用いた。
通常の旅客営業に用いる車両に加え、最初に製造された2両（201・202）をはじめ11両は鉄道庁や政府の要員を輸送するVIP用特別車両として製造され、それらの一部は後年に旅客車両への格下げ改造が施された。また、韓国鉄道庁以外にも1975年には浦項市の浦項総合製鉄（現：ポスコ）の専用鉄道へ向けて新潟鐵工所製の車両が2両製造されたが、これらは片運転台・オールロングシートと仕様が異なっていた。
各車両の製造年、車両番号および製造所は以下の通りである。
| 製造年度 | 製造両数 | 車両番号 （登場時） | 製造所       | 補足                                          |
| -------- | -------- | ------------------- | ------------ | --------------------------------------------- |
| 1961年度 | 9両      | 201-209             | 新潟鐵工所   | 韓国政府保有外貨資金を使用                    |
| 1962年度 | 7両      | 210-216             | 新潟鐵工所   | 韓国政府保有外貨資金を使用                    |
| 1963年度 | 52両     | 251-276             | 新潟鐵工所   | 韓国政府保有外貨資金を使用                    |
| 1963年度 | 52両     | 301-326             | 近畿車輌     | 韓国政府保有外貨資金を使用                    |
| 1966年度 | 2両      | 551-552             | 日本車輌製造 | 韓国政府保有外貨資金を使用                    |
| 1966年度 | 85両     | 277-296             | 近畿車輌     | 日本の政府開発援助を使用                      |
| 1966年度 | 85両     | 327-351             | 新潟鐵工所   | 日本の政府開発援助を使用                      |
| 1966年度 | 85両     | 401-405             | 川崎重工業   | 日本の政府開発援助を使用                      |
| 1966年度 | 85両     | 501-510             | 日本車輌製造 | 日本の政府開発援助を使用                      |
| 1966年度 | 85両     | 701-725             | 日本車輌製造 | 日本の政府開発援助を使用                      |
| 1969年度 | 2両      | 1001-1002           | 日本車輌製造 | 日本の政府開発援助を使用 機関車型の事業用車両 |
| 1975年度 | 2両      | 511-512             | 新潟鐵工所   | 浦項総合製鉄向け                              |

## 付随車
動力車不足を補うため、1965年から1968年にかけて韓国鉄道庁が所有していた仁川工作廠で33両の付随車が日本製動車への増結用車両として製造された。車体はピドゥルギ号向け客車と同じ構造で座席配置はオールロングシートであった。1965年に製造された4両は両開きの乗降扉が両端に2箇所設置された一方、1966年・1968年製の29両は中央部に乗降扉が増設された。主要諸元は以下の通りである。
| 車両番号（製造時） | 製造年          | 全長     | 全幅 | 全高 | 自重 | 着席定員 | 軌間    | 備考 |
| ------------------ | --------------- | -------- | ---- | ---- | ---- | -------- | ------- | ---- |
| 19401-19404        | 1965年          | 21,100mm | ？   | ？   | 31t  | 69人     | 1,435mm |      |
| 19411-19439        | 1966年 - 1968年 | 21,100mm | ？   | ？   | 35t  | 70人     | 1,435mm |      |

## 運用
1961年に最初の車両が導入されて以降、浦項総合製鉄向けの2両を含め1975年までに159両が製造された。当初はソウル近郊の路線で活躍し、ソウル駅 - 東仁川駅の所要時間をそれまでの客車列車の55分から10分短縮させたが、1974年から電化が始まって以降は韓国各地の地方路線へ転出していった。主に普通（ポトン）（1983年12月23日以降ピドゥルギ号へ改称）で使用されたが、1985年9月以降9両（501 - 509）が座席を転換式クロスシートへ改造しトンイル号へ転用された。1992年10月1日に実施された気動車の車号改正以降、トンイル号用車両は9501形、ピドゥルギ号用車両は9601形という形式名となっていた。
単行運転から連結運転まで様々な編成が組まれた他、1965年以降は付随車を増結した列車も登場し、2両の気動車の間に3両の付随車を挟んだ最大5両編成による営業運転も行われた。しかし、付随車の連結などによる酷使に伴いトラブルが頻発したため1973年以降エンジンがカミンズ製のN855R（210HP）に交換された他、20両はエンジンを撤去し付随車として使用された。
導入された全159両のうち49両は事故で廃車となり、うち8両は前述のエンジンの酷使による過熱から生じた火災が原因であった。残った車両は以降も韓国各地で活躍したが、1980年代以降は老朽化による廃車が進み1992年時点で35両にまで減少した。トンイル号用の9501形は1995年3月をもって運用が消滅し、1両（9505）のみピトゥルギ号用に格下げされたが、それを含む残りの車両も1997年初頭に引退した。最後の現役車両となった9654が廃車されたのは同年の1月31日である。

## 保存
2019年現在、鉄道博物館に672（1963年・新潟鐵工所製）と9601（1966年・川崎重工業製）が保存されている。うち672はピドゥルギ号時代の塗装で静態保存されている一方9601は屋外で保存されており、2012年の時点では動態保存運転が実施されていたが2019年現在保存運転は休止されている。なおこの9601はVIP用特別車両として製造された車両である。

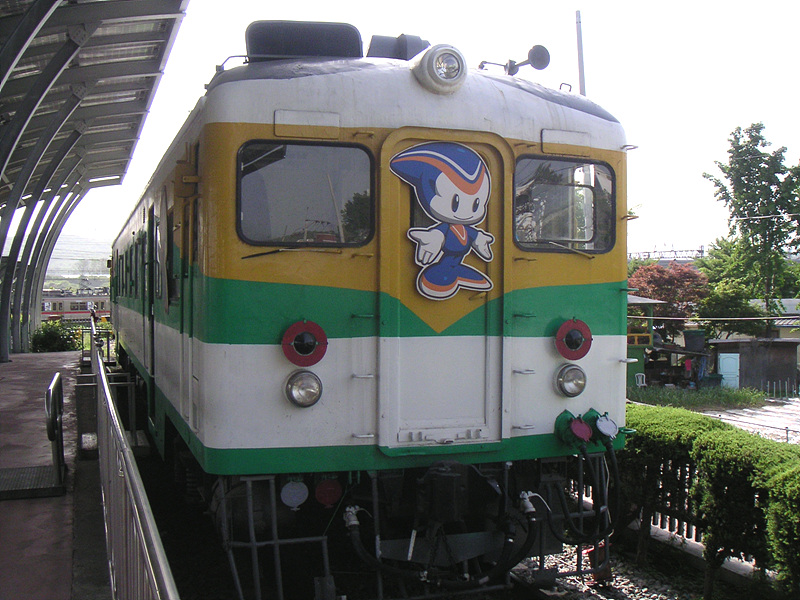
動態保存されていた頃の9601（2007年撮影）